# Бредлі Фінк
Бредлі Томас Фінк (нім. Bradley Thomas Fink, нар. 17 квітня 2003, Хам, Швейцарія) — швейцарський футболіст, нападник клубу «Базель».

## Ігрова кар'єра

### Клубна
Займатися футболом Бредлі Фінк почав у своєму рідному місті Хам. Пізніше він пройшов через молодіжну команду клубу «Люцерн». У 2019 році Фінк приєднався до клубної академії німецької «Боруссії» (Дортмунд). Пробитися до першої команди нападник не зумів, у 2022 році він виступав за «Боруссія ІІ» в Лізі 3 німецького чемпіонату.
В серпні 2022 року Фінк повернувся до Швейцарії, де приєднався до клубу «Базель», з яким підписав контракт на чотири роки. 21 серпня 2022 року в кубковому матчі нападник дебютував у складі нової команди.
Сезон 2023/24 Фінк провів в оренді в клубі Суперліги «Грассгоппер». По завершенні оренди футболіст повернувся до «Базеля».

### Збірна
Бредлі Фінк має також право грати за збірну Англії. Та з 2018 року він виступає за юнацькі збірні Швейцарії. В серпні 2022 року Фінк почав свою кар'єру в молодіжній збірній Швейцарії.

## Титули і досягнення
- Чемпіон Швейцарії (1):

«Базель»:  2024-25
- Володар Кубка Швейцарії (1):

«Базель»: 2024-25